# Thecophora jakutica
Thecophora jakutica är en tvåvingeart som beskrevs av Zimina 1974. Thecophora jakutica ingår i släktet Thecophora och familjen stekelflugor. Arten är reproducerande i Sverige. Inga underarter finns listade i Catalogue of Life.